# Історія Андорри
Див. також Андорра, Історія Каталонії, Каталанські країни, Каталанська мова.
До IX ст. історія Андорри невіддільна від історії Каталонії.

## Середньовіччя
Перша згадка про Андорру датується 778 р., коли цими долинами вестготи з м.Сео-де-Урхель тікали від арабів до Піренейських гір.
Традиція приписує засновання Андорри Карлу Великому. Він зупинив просування арабів та надав Андоррі незалежність у 803 р. Андорра згадується в хроніках починаючи з IX ст. Державою керував князь Урхелю (Каталонія), а потім єпископ Урхеля. Наприкінці 12 ст. виникла суперечка між французькими і іспанськими єпископами та князями стосовно успадкування трону. Спір було розв'язано у 1278 р.
За договором 1278 р. князівство перебуває під спільним управлінням французьких графів Фуа (їхні права 1607 р. перейшли до глави французької держави) та єпископів з міста Ла-Сеу-д'Уржель у Каталонії. Середньовічна структура управління проіснувала до ХХ ст.
У 1419 р. утворюється «Рада землі» (кат. Consell de la Terra), фактично парламент Андорри. Згодом він змінить назву на «Генеральну Раду».

## XX століття
1933 р. було запроваджене загальне виборче право для чоловіків, а у 1970 для жінок.
У 1933 р. Франція окупувала Андорру в результаті соціальних заворушень перед виборами. 12 липня 1934 р. російський білоемігрантський авантюрист Борис Скосирев (який видавав себе за Бориса Романова — одного з родичів останнього російського імператора Миколу II) зі спільниками спробував захопити владу в Андоррі, проголосив її монархією, а себе — королем  Борисом I. Він був заарештований іспанською владою 20 липня і зрештою видворений з Іспанії. З 1936 по 1940 рік французький загін перебував у гарнізоні в Андоррі, щоб запобігти вторгненню внаслідок громадянської війни в Іспанії та франкістської Іспанії.
У 1976 р. була утворена перша політична організація Андорри — Демократична партія Андорри. Перший прем'єр-міністр був призначений у 1981 році. Законодавча і виконавча гілки влади були розділені в 1982 р.
14 березня 1993 р. на референдумі була прийнята перша конституція країни. За конституцією Андорра є суверенною державою (хоча й надалі співкерівниками Андорри залишаються президент Франції та єпископ уржельський). Андорра має парламентсько-кабінетну систему врядування. 1993 р. Андорра стала також членом ООН.